# Čelasin
Il Čelasin (in russo Челасин?) è un fiume dell'Estremo Oriente russo, affluente di sinistra del Severnyj Uj (bacino idrografico dell'Aldan). Scorre nel Territorio di Chabarovsk.
La sorgente si trova nella parte centrale dei monti Džugdžur e scorre con direzione settentrionale; sfocia nel Severnyj Uj a 80 km dalla foce. La lunghezza del fiume è di 191 km, l'area del bacino è di 5 870 km².